# Sfilata d'amore e moda
Sfilata d'amore e moda è stato un programma televisivo sulla moda, del quale andò in onda su Rete 4 una puntata ogni anno, a partire dal 2001 fino al 2012. La serata è stata condotta da Natalia Estrada, Cristina Parodi, Paola Perego e successivamente per numerose edizioni da Emanuela Folliero.
La manifestazione portava in passerella marchi nazionali italiani, indossati da modelle e testimonial appartenenti al mondo dello spettacolo. Fra le tante che hanno sfilato vi sono state Melita Toniolo, Nina Seničar, Juliana Moreira, Cristina Chiabotto, Luisa Corna, Alessia Piovan, Silvia Battisti, Nina Morić, Lydie Pages, Gaia Bermani Amaral, Alessia Ventura, Elenoire Casalegno, Debora Salvalaggio, Cecilia Capriotti e tante altre. Nel corso delle varie edizioni vi sono state anche esibizioni canore, con ospiti come Al Bano, Roberto Vecchioni, Dolcenera.
Nell'edizione 2010 Emanuela Folliero è stata affiancata dall'esordiente Daniele Battaglia. Nell'edizione 2011 invece è stata affiancata da tre inviati speciali, ovvero Rossano Rubicondi, Tessa Gelisio e Alessia Ventura, in diretta da Alghero. Nel 2012 affiancata da Alessia Ventura e Raul Cremona.

## Ascolti
| Anno | Data      | Conduttrice       | Telespettatori | Share |
| ---- | --------- | ----------------- | -------------- | ----- |
| 2001 | 25 giugno | Natalia Estrada   | –              | –     |
| 2002 | 26 giugno | Cristina Parodi   | 1 954 000      | 9.94% |
| 2003 | 30 giugno | Paola Perego      | 1 727 000      | 8.94% |
| 2004 | 23 giugno | Emanuela Folliero | 1 766 000      | 8.52% |
| 2005 | 6 giugno  | Emanuela Folliero | 1 961 000      | 8.66% |
| 2006 | 29 giugno | Emanuela Folliero | –              | –     |
| 2007 | 24 giugno | Emanuela Folliero | 1 100 000      | 7,56% |
| 2008 | 25 giugno | Emanuela Folliero | 1 354 000      | 5,63% |
| 2009 | 26 giugno | Emanuela Folliero | 1 366 000      | 7,45% |
| 2010 | 24 giugno | Emanuela Folliero | 1 389 000      | 7,61% |
| 2011 | 27 giugno | Emanuela Folliero | 1 234 000      | 5,93% |
| 2012 | 8 luglio  | Emanuela Folliero | 638 000        | 3,84% |